# Gygra
Die Gygra (norwegisch für Riesin) ist ein 1980 m hoher Berg im ostantarktischen Königin-Maud-Land. In der Gjelsvikfjella ragt er unmittelbar westlich des Risen auf.
Norwegische Kartografen, welche den Berg auch benannten, kartierten ihn anhand von Luftaufnahmen und Vermessungen der Dritten Norwegischen Antarktisexpedition (1956–1960).